# Grand Prix Velké Británie 2006
Grand Prix Velké Británie LIX Foster's British Grand Prix
- 11. červen 2006
- Okruh Silverstone
- 60 kol x 5,141 km = 308,355 km
- 758. Grand Prix
- 13. vítězství pro Fernanda Alonsa
- 31. vítězství pro Renault

Vítězi velké ceny Británie, Fernandu Alonsovi, předal cenu Peter Hain státní zmocněnec pro Severní Irsko a Wels. Pro vítězný tým přinesl cenu John Nicolson, zástupce Skotska a Newcastlu. Michael Schumacher převzal cenu z rukou ministra sportu Richarda Caborna. Třetí Kimi Räikkönen převzal cenu od Grahama Stokera předsedy motosportu.

## Výsledky
| Pozice | Jezdec               | Vůz               | Čas          |
| ------ | -------------------- | ----------------- | ------------ |
| 1      | Fernando Alonso      | Renault R26       | 1h25:51,927  |
| 2      | Michael Schumacher   | Ferrari 248 F1    | á 0:13,951   |
| 3      | Kimi Räikkönen       | McLaren MP4/21    | á 0:18,672   |
| 4      | Giancarlo Fisichella | Renault R26       | á 0:19,976   |
| 5      | Felipe Massa         | Ferrari 248 F1    | á 0:31,559   |
| 6      | Juan Pablo Montoya   | McLaren MP4/21    | á 1:04,769   |
| 7      | Nick Heidfeld        | BMW Sauber F1.06  | á 1:14,594   |
| 8      | Jacques Villeneuve   | BMW Sauber F1.06  | á 1:18,299   |
| 9      | Nico Rosberg         | Williams FW28     | á 1:19,008   |
| 10     | Rubens Barrichello   | Honda RA106       | á 1 kolo     |
| 11     | Jarno Trulli         | Toyota TF106      | á 1 kolo     |
| 12     | David Coulthard      | Red Bull RB2      | á 1 kolo     |
| 13     | Vitantonio Liuzzi    | Torro Rosso STR01 | á 1 kolo     |
| 14     | Christian Klien      | Red Bull RB2      | á 1 kolo     |
| 15     | Christijan Albers    | Midland M16       | á 1 kolo     |
| 16     | Tiago Monteiro       | Midland M16       | á 2 kola     |
| 17     | Takuma Sató          | Super Aguri SA05  | á 3 kola     |
| 18     | Franck Montagny      | Super Aguri SA05  | á 3 kola     |
| Kolo   | Odstoupili           | -                 | -            |
| 8      | Jenson Button        | Honda RA106       | Ztráta oleje |
| 0      | Ralf Schumacher      | Toyota TF106      | kolize       |
| 0      | Scott Speed          | Torro Rosso STR01 | Kolize       |
| 0      | Mark Webber          | Williams FW28     | Kolize       |

### Nejrychlejší kolo
- Fernando Alonso-Renault R26-1:21,599

### Vedení v závodě
- 1.-44. kolo Fernando Alonso
- 45. kolo Giancarlo Fisichella
- 46.-60. kolo Fernando Alonso

### Postavení na startu
- Žlutě rozhodující čas pro postavení na startu.
- Červeně – Výměna motoru / posunutí o 10 míst na startu

| *  | *                                      | *  | *                                    | Kvalifikace III.                      | Kvalifikace II.                        | Kvalifikace I.                         |
| -- | -------------------------------------- | -- | ------------------------------------ | ------------------------------------- | -------------------------------------- | -------------------------------------- |
| 1  | Fernando Alonso Renault 1:20,253       |    |                                      | Fernando Alonso Renault 1:20,253      | Fernando Alonso Renault 1:20,271       | Fernando Alonso Renault 1:21,018       |
|    |                                        | 2  | Kimi Räikkönen McLaren 1:20,397      | Kimi Räikkönen McLaren 1:20,397       | Kimi Räikkönen McLaren 1:20,497        | Jacques Villeneuve BMW 1:21,018        |
| 3  | Michael Schumacher Ferrari 1:20,574    |    |                                      | Michael Schumacher Ferrari 1:20,574   | Giancarlo Fisichella Renault 1:20,594  | Felipe Massa Ferrari 1:21,647          |
|    |                                        | 4  | Felipe Massa Ferrari 1:20,764        | Felipe Massa Ferrari 1:20,764         | Nick Heidfeld BMW 1:20,629             | Kimi Räikkönen McLaren 1:21,648        |
| 5  | Giancarlo Fisichella Renault 1:20,919  |    |                                      | Giancarlo Fisichella Renault 1:20,919 | Michael Schumacher Ferrari 1:20,659    | Nick Heidfeld BMW 1:21,670             |
|    |                                        | 6  | Rubens Barrichello Honda 1:20,943    | Rubens Barrichello Honda 1:20,943     | Jacques Villeneuve BMW 1:20,816        | Michael Schumacher Ferrari 1:22,169    |
| 7  | Ralf Schumacher Toyota 1:21,073        |    |                                      | Ralf Schumacher Toyota 1:21,073       | Juan Pablo Montoya McLaren 1:20,816    | Juan Pablo Montoya McLaren 1:22,424    |
|    |                                        | 8  | Juan Pablo Montoya McLaren 1:21,107  | Juan Pablo Montoya McLaren 1:21,107   | Felipe Massa Ferrari 1:20,846          | Giancarlo Fisichella Renault 1:22,411  |
| 9  | Nick Heidfeld BMW 1:21,329             |    |                                      | Nick Heidfeld BMW 1:21,329            | Rubens Barrichello Honda 1:20,929      | David Coulthard Red Bull 1:22,424      |
|    |                                        | 10 | Jacques Villeneuve BMW 1:21,599      | Jacques Villeneuve BMW 1:21,599       | Ralf Schumacher Toyota 1:21,043        | Scott Speed Torro Rosso 1:22,541       |
| 11 | David Coulthard Red Bull 1:21,442      |    |                                      |                                       | David Coulthard Red Bull 1:21,442      | Vitantonio Liuzzi Torro Rosso 1:22,685 |
|    |                                        | 12 | Nico Rosberg Williams 1:21,567       |                                       | Nico Rosberg Williams 1:21,567         | Christian Klien Red Bull 1:22,773      |
| 13 | Vitantonio Liuzzi Torro Rosso 1:21,699 |    |                                      |                                       | Vitantonio Liuzzi Torro Rosso 1:21,699 | Tiago Monteiro Midland 1:22,685        |
|    |                                        | 14 | Christian Klien Red Bull 1:21,990    |                                       | Christian Klien Red Bull 1:21,990      | Ralf Schumacher Toyota 1:22,886        |
| 15 | Scott Speed Torro Rosso 1:22,076       |    |                                      |                                       | Scott Speed Torro Rosso 1:22,076       | Rubens Barrichello Honda 1:22,965      |
|    |                                        | 16 | Tiago Monteiro Midland 1:22,207      |                                       | Tiago Monteiro Midland 1:22,207        | Nico Rosberg Williams 1:23,083         |
| 17 | Mark Webber Williams 1:23,129          |    |                                      |                                       |                                        | Mark Webber Williams 1:23,129          |
|    |                                        | 18 | Christijan Albers Midland 1:23,210   |                                       |                                        | Christijan Albers Midland 1:23,210     |
| 19 | Jenson Button Honda 1:23,247           |    |                                      |                                       |                                        | Jenson Button Honda 1:23,247           |
|    |                                        | 20 | Franck Montagny Super Aguri 1:26,316 |                                       |                                        | Takuma Sató Super Aguri 1:26,158       |
| 21 | Takuma Sató Super Aguri 1:26,158       |    |                                      |                                       |                                        | Franck Montagny Super Aguri 1:26,316   |
|    |                                        | 22 | Jarno Trulli Toyota ****             |                                       |                                        | Jarno Trulli Toyota ****               |

### Páteční tréninky
| *  | I. Trénink                          | *  | II. Trénink                            |
| -- | ----------------------------------- | -- | -------------------------------------- |
| 1  | Alexander Wurtz Williams 1:21,946   | 1  | Robert Kubica BMW 1:21,082             |
| 2  | Anthony Davidson Honda 1:22,003     | 2  | Giancarlo Fisichella Renault 1:22,294  |
| 3  | Robert Kubica BMW 1:22,356          | 3  | Alexander Wurtz Williams 1:22,300      |
| 4  | Jarno Trulli Toyota 1:22,877        | 4  | Anthony Davidson Honda 1:22,310        |
| 5  | Michael Schumacher Ferrari 1:22,925 | 5  | Jarno Trulli Toyota 1:22,437           |
| 6  | Rubens Barrichello Honda 1:23,128   | 6  | Felipe Massa Ferrari 1:22,476          |
| 7  | Jenson Button Honda 1:23,415        | 7  | Fernando Alonso Renault 1:22,603       |
| 8  | Felipe Massa Ferrari 1:23,816       | 8  | Michael Schumacher Ferrari 1:22,825    |
| 9  | Christijan Albers Midland 1:24,019  | 9  | Mark Webber Williams 1:23,099          |
| 10 | Tiago Monteiro Midland 1:24,070     | 10 | Rubens Barrichello Honda 1:23,104      |
| 11 | Giorgio Mondini Midland 1:24,087    | 11 | Ralf Schumacher Toyota 1:23,114        |
| 12 | Neel Jani Torro Rosso 1:24,145      | 12 | Robert Doornbos Red Bull 1:23,140      |
| 13 | Takuma Sató Super Aguri 1:27,724    | 13 | Tiago Monteiro Midland 1:23,194        |
| 14 | Sakon Yamamoto Super Aguri 1:29,678 | 14 | Juan Pablo Montoya McLaren 1:23,199    |
| 15 | Robert Doornbos Red Bull ****       | 15 | Christijan Albers Midland 1:23,499     |
| 16 | Franck Montagny Super Aguri ****    | 16 | Giorgio Mondini Midland 1:23,529       |
| 17 | Ralf Schumacher Toyota ****         | 17 | Jenson Button Honda 1:23,707           |
| 18 | Fernando Alonso Renault ****        | 18 | Jacques Villeneuve BMW 1:23,750        |
| 19 | Giancarlo Fisichella Renault ****   | 19 | Nico Rosberg Williams 1:23,816         |
| 20 | Christian Klien Red Bull ****       | 20 | Nick Heidfeld BMW 1:23,895             |
| 21 | David Coulthard Red Bull ****       | 21 | Kimi Räikkönen McLaren 1:23,915        |
| 22 | Kimi Räikkönen McLaren ****         | 22 | Vitantonio Liuzzi Torro Rosso 1:24,012 |
| 23 | Juan Pablo Montoya McLaren ****     | 23 | Christian Klien Red Bull 1:24,158      |
| 24 | Scott Speed Torro Rosso ****        | 24 | Scott Speed Torro Rosso 1:24,167       |
| 25 | Jacques Villeneuve BMW ****         | 25 | David Coulthard Red Bull 1:24,392      |
| 26 | Nick Heidfeld BMW ****              | 26 | Neel Jani Torro Rosso 1:24,666         |
| 27 | Vitantonio Liuzzi Torro Rosso ****  | 27 | Takuma Sató Super Aguri 1:25,870       |
| 28 | Mark Webber Williams ****           | 28 | Franck Montagny Super Aguri 1:26,248   |
| 29 | Nico Rosberg Williams ****          | 29 | Sakon Yamamoto Super Aguri 1:27,908    |

### Sobotní tréninky
| 1  | Michael Schumacher Ferrari 1:20,919    | 2  | Nick Heidfeld BMW 1:21,361           |
| 3  | Felipe Massa Ferrari 1:21,663          | 4  | Kimi Räikkönen McLaren 1:21,771      |
| 5  | Giancarlo Fisichella Renault 1:21,859  | 6  | Fernando Alonso Renault 1:21,870     |
| 7  | Rubens Barrichello Honda 1:22,023      | 8  | Jacques Villeneuve BMW 1:22,229      |
| 9  | Vitantonio Liuzzi Torro Rosso 1:22,459 | 10 | Scott Speed Torro Rosso 1:22,532     |
| 11 | Jenson Button Honda 1:22,596           | 12 | David Coulthard Red Bull 1:22,681    |
| 13 | Tiago Monteiro Midland 1:22,812        | 14 | Christian Klien Red Bull 1:22,921    |
| 15 | Juan Pablo Montoya McLaren 1:23,412    | 16 | Jarno Trulli Toyota 1:23,459         |
| 17 | Mark Webber Williams 1:23,964          | 18 | Nico Rosberg Williams 1:24,386       |
| 19 | Ralf Schumacher Toyota 1:24,386        | 20 | Franck Montagny Super Aguri 1:27,229 |
| 21 | Takuma Sató Super Aguri 1:27,525       | 22 | Christijan Albers Midland ****       |

### Zajímavosti
- První hat trick pro Fernanda Alonsa
- 200 GP pro Renault
- 14 podium v řadě pro Fernanda Alonsa
- 147 podium pro Michaela Schumachera (Nový rekord)
- Michael Schumacher dojel 174 x mezi prvními šesti (Nový rekord)

| Pole position   | Vítězství       | Nej. kolo       |
| Fernando Alonso | Fernando Alonso | Fernando Alonso |
| Renault R26     | Renault R26     | Renault R26     |
| 1'20.253        | 1:25'51.927     | 1'21.599        |
| 230.616 km/h    | 215.469 km/h    | 226.812 km/h    |
| --------------- | --------------- | --------------- |

### Stav MS
- Zelená – vzestup
- Červená – pokles

| *  | Jezdec               | Body |
| -- | -------------------- | ---- |
| 1  | Fernando Alonso      | 74   |
| 2  | Michael Schumacher   | 51   |
| 3  | Kimi Räikkönen       | 33   |
| 4  | Giancarlo Fisichella | 32   |
| 5  | Juan Pablo Montoya   | 26   |
| 6  | Felipe Massa         | 24   |
| 7  | Jenson Button        | 16   |
| 8  | Rubens Barrichello   | 13   |
| 9  | Nick Heidfeld        | 10   |
| 10 | Ralf Schumacher      | 8    |
| 11 | David Coulthard      | 7    |
| 12 | Jacques Villeneuve   | 7    |
| 13 | Mark Webber          | 6    |
| 14 | Nico Rosberg         | 4    |
| 15 | Christian Klien      | 1    |

| * | Vůz      | Body |
| - | -------- | ---- |
| 1 | Renault  | 106  |
| 2 | Ferrari  | 75   |
| 3 | McLaren  | 59   |
| 4 | Honda    | 29   |
| 5 | BMW      | 17   |
| 6 | Williams | 10   |
| 7 | Toyota   | 8    |
| 8 | Red Bull | 8    |

| *  | Jezdec         | Body |
| -- | -------------- | ---- |
| 1  | Španělsko      | 74   |
| 2  | Německo        | 73   |
| 3  | Brazílie       | 37   |
| 4  | Finsko         | 33   |
| 5  | Itálie         | 32   |
| 6  | Kolumbie       | 26   |
| 7  | Velká Británie | 23   |
| 8  | Kanada         | 7    |
| 9  | Austrálie      | 6    |
| 10 | Rakousko       | 1    |